# Shin Joon-sup
Shin Joon-sup (Hangul: 신준섭, Hanja: 申俊燮; * 17. Juni 1963 in Namwon, Jeollabuk-do) ist ein ehemaliger südkoreanischer Boxer. Shin gewann die Goldmedaille bei den Olympischen Spielen 1984 und den Asienspielen 1984.

## Karriere
Shin begann im Alter von 16 Jahren mit dem Boxen und startete erstmals 1982 für die südkoreanische Boxauswahl beim Tammer-Turnier in Tampere, bei welchem er den dritten Platz im Mittelgewicht belegte. Im Jahr darauf nahm er am Weltcup in Rom teil und konnte dieses mit Siegen u. a. über Pedro Gamarro, Venezuela (5:0), und Noe Cruciani, Italien (4:1), gewinnen, womit er sich auch für die Olympischen Spiele 1984 qualifizierte.
Bei den Olympischen Spielen gewann Shin die Goldmedaille. Im Laufe des Turniers schlug er Patrick Lihanda, Uganda (5:0), Rick Duff, Kanada (4:1), Jeremiah Okorodudu, Nigeria (4:1), Arístides González, Puerto Rico (4:1), und im Finale Virgil Hill, Vereinigte Staaten (3:2). 
1986 startete Shin bei den Weltmeisterschaften, schied jedoch bereits im ersten Kampf gegen Henry Maske, DDR (3:2), aus. Im selben Jahr konnte er nach einem Finalsieg über Narong Inphrom, Thailand (5:0), die Asienspiele gewinnen. 

## Nach der Karriere
Shin erhielt einen Master-Abschluss in Sportwissenschaften an der Wonkwang-Universität. 1992 war er Assistenztrainer der südkoreanischen Olympiaauswahl und arbeitete viele Jahre als Dozent am College, bevor er 1996 in die USA emigrierte.
Heute lebt er in Atlanta, Georgia und betreibt ein eigenes Geschäft.

## Quelle
- http://amateur-boxing.strefa.pl

| Personendaten    | Personendaten         |
| ---------------- | --------------------- |
| NAME             | Shin, Joon-sup        |
| KURZBESCHREIBUNG | südkoreanischer Boxer |
| GEBURTSDATUM     | 17. Juni 1963         |
| GEBURTSORT       | Namwon, Jeollabuk-do  |